# Cianat de sodi
El cianat de sodi és un compost inorgànic, del grup de les sals, que està constituït per anions cianat {\displaystyle {\ce {OCN-}}} i cations sodi (1+) {\displaystyle {\ce {Na+}}}, la qual fórmula química és {\displaystyle {\ce {NaOCN}}}.

## Propietats
El cianat de sodi es presenta en forma de cristalls blancs, groc pàl·lid o beix pàl·lid, de densitat 1,937 g/cm³ i amb un punt de fusió de 550 °C. És soluble en aigua, essent la seva solubilitat de 11 g en 100 g d'aigua a 20 °C.

## Preparació
El cianat de sodi es pot preparar a partir de carbonat de sodi {\displaystyle {\ce {Na2CO3}}} i urea {\displaystyle {\ce {NH2CONH2}}} segons la reacció:
{\displaystyle {\ce {Na2CO3 + 2NH2CONH2 -> 2NaOCN + CO2 + 2NH3 + H2O}}}

## Aplicacions
En la indústria s'empra com a intermediari en la producció de matèries colorants, medicaments a granel, sals de tractament tèrmic per a metalls, fungicides, herbicides i iniciadors fotogràfics. També és un nucleòfil ideal. Les propietats nucleòfiles del cianat de sodi el converteixen en un contribuent principal a l'estereoespecificitat en determinades reaccions, com per exemple en la producció d'oxazolidona quiral. D'altra banda, també actua com a reactiu en la producció d'urea asimètrica que té un ventall d'activitats biològiques principalment en els intermedis aril-isocianats. Aquests intermedis i cianat de sodi s'han aplicat a la medicina, mostrant efectes cancerígens contrabalancials sobre el cos humà, que probablement és eficaç amb anèmia falciforme i útil per bloquejar determinats receptors de melanina que s'ha indicat que és útil amb l'obesitat.
En agricultura el cianat de sodi s'utilitza com a herbicides, principalment per destruir males herbes a la gespa i als cultius de ceba. Simultàniament, actua com a fertilitzant a causa del seu alt contingut en nitrogen disponible.